# Гуревич Мойсей Григорович
Мойсей (Мусі́й) Григо́рович Гуре́вич (1890, місто Рига, тепер Латвія — 26 жовтня 1937, Москва, тепер Російська Федерація) — радянський діяч, гігієніст, народний комісар охорони здоров'я УРСР (1920—1925), засновник першої в Україні кафедри соціальної гігієни в Харківському медичному інституті (27 жовтня 1923 — весна 1925), заступник народного комісара охорони здоров'я РРФСР. 

## Життєпис
Дата народження Мойсея Гуревича варіює в різних джерелах: за одними, він народився в 1890 році, а за іншими — 1891 року; місцем народження названа Рига. Походив із єврейської родини, навчався вісім років у гімназії. Вищу медичну освіту отримав у Психоневрологічному інституті. Також закінчив юридичний факультет університету. Член РСДРП (меншовиків) з 1907 по 1918 рік.
Працював земським лікарем. У 1918 році був лікарем Сормовського заводу Нижньогородської губернії.
З 1918 по 1920 рік служив лікарем у Червоній армії. У 1919 році — помічник начальника санітарної частини Київського військового округу. Член РКП(б) з січня 1919 року.
У 1919—1920 роках — начальник 2-го відділу головного воєнно-санітарного управління РСЧА. У 1920 році був заступником голови комісії по боротьбі із епідеміями в Москві.
З 20 квітня 1920 по 11 лютого 1925 року — народний комісар охорони здоров'я Української СРР.
У 1925—1926 роках — член колегії Головного економічного управління Вищої ради народного господарства (ВРНГ) СРСР. 
У 1926—1927 роках — член колегії та начальник іноземного відділу Планово-економічного управління ВРНГ СРСР. Одночасно, з 1925 по 1927 рік — член Головконцескому СРСР.
У 1927—1929 роках — заступник голови правління акціонерного товариства Амторг у місті Нью-Йорку (США). Займався організацією промислового шпигунства СРСР.
З 1929 по липень 1931 року — начальник іноземного сектору Вищої ради народного господарства (ВРНГ) СРСР.
6 липня 1931 — квітень 1934 року — член колегії Народного комісаріату зовнішньої торгівлі СРСР.
30 вересня 1931 — грудень 1933 року — торговий представник (торгпред) СРСР у Франції.
У квітні 1934 — 1 серпня 1937 року — 2-й заступник народного комісара охорони здоров'я Російської РФСР.
1 серпня 1937 року заарештований органами НКВС. Мойсея Гуревича звинуватили в участі у контрреволюційній діяльності і засудили до розстрілу, вирок виконали 26 жовтня 1937 року в Москві на Донському кладовищі.
22 лютого 1956 року Гуревич був посмертно реабілітований.

## Наукова та державна діяльність
Основна діяльність М. Г. Гуревича була направлена на впровадження гігієни і профілактики в роботу, як основи медичної допомоги населенню. Як керівник охорони здоров'я багато зробив для налагодження медичної допомоги населенню Української СРР, суттєво покращив санітарний стан.
Працюючи в Наркоматі охорони здоров'я, у 1923 створив у Харківському медичному інституті (ХМІ) першу в УРСР кафедру соціальної медицини, яку сам і очолював до 1925. Кафедра займалася теоретичними питаннями соціальної гігієни, вивченням соціальних хвороб та пошуків методів їх лікування. З нагоди 10-річчя першої в УРСР кафедри соціальної гігієни ХМІ Наркоматом охорони здоров'я УРСР запроваджено 2 особисті стипендії його імені при інституті.
Виступав у друкованих виданнях зі статтями з питань соціальної гігієни, теорії й практики охорони здоров'я, впровадження профілактичного напрямку боротьби із соціальними хворобами, медико-профілактичної допомоги та щодо реформи медичної освіти. Низку наукових  праць М. Г. Гуревича надруковано в 1923-24 роках у журналі «Профілактична медицина» («Про реформу медичної освіти», «Про медико-санітарну роботу на селі», ряд інших).